# Hemorrhois
Hemorrhois — рід неотруйних змій з родини Полозові (Colubridae). Має 4 види.

## Опис
Загальна довжина представників цього роду коливається від 100 до 180 см. Голова закруглена, тулуб трохи циліндричний, хвіст набагато коротше за тулуб. Луска з добре вираженими невеликими реберцями. Колір шкіри досить різнобарвний, переважають сіруваті, жовтуваті барви з численними плямами або цятками.

## Спосіб життя
Полюбляють кам'янисті, сухі місцини, напівпустелі. Ховаються у щілинах у ґрунті, ущелинах. Харчуються ящірками, дрібними ссавцями.
Це яйцекладні ящірки. Самиці відкладають до 20 яєць.

## Розповсюдження
Мешкають у південній Європі, північній Африці, Близькому Сході, Кавказі.

## Види
- Hemorrhois algirus
- Hemorrhois hippocrepis
- Hemorrhois nummifer
- Hemorrhois ravergieri